# Großsteingrab Paderborn-Neuenbeken
Das Großsteingrab Paderborn-Neuenbeken ist eine mögliche megalithische Grabanlage der Jungsteinzeit bei Neuenbeken, einem Stadtteil von Paderborn (Nordrhein-Westfalen).

## Lage
Die Anlage befindet sich südlich des ehemaligen Bahnhofs von Neuenbeken.

## Beschreibung
Die Existenz der Anlage ist nur durch einen Ortsakten-Eintrag überliefert, der außer der Lage keine weiteren Informationen enthält. Der aktuelle Erhaltungszustand ist unbekannt. Auch zur Orientierung, den Maßen und dem genauen Grabtyp liegen keine Angaben vor. Vielleicht handelt es sich um ein Galeriegrab, da dies der einzige megalithische Grabtyp ist, der in der Umgebung Paderborns nachgewiesen ist.